# Saasveld

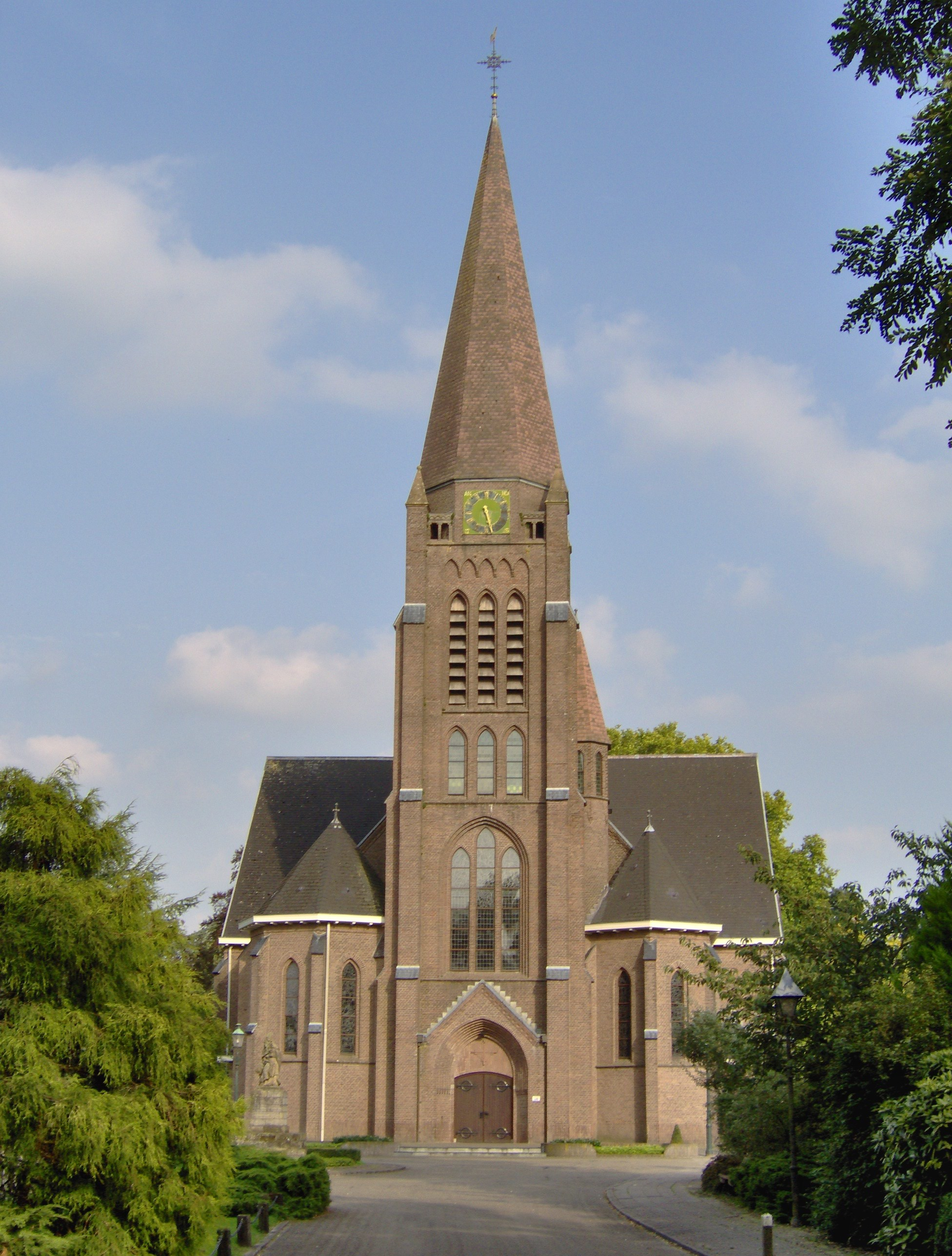
Igreja de Santo Plechelmus na Saasveld

Saasveld (52° 20′ N, 6° 48′ L) é uma cidade dos Países Baixos, na província de Overijssel. Saasveld pertence ao município de Dinkelland, e está situada a 7 km, a norte de Hengelo.
Em 2001, a cidade de Saasveld tinha 552 habitantes. A área urbana da cidade é de 0.23 km², e tem 166 residências.
A área de Saasveld, que também inclui as partes periféricas da cidade, bem como a zona rural circundante, tem uma população estimada em 630 habitantes.